# Szaknyér
Szaknyér es un pueblo ubicado en el distrito de Körmend, en el condado de Vas, Hungría.

## Superficie
Posee una superficie de 2,930 kilómetros cuadrados.

## Demografía
Hasta 2019 la población era de 57 habitantes, con una densidad de población de 19,45 habitantes por kilómetro cuadrado.